# Helen Blair Barlett
Helen Blair Barlett (Condado de Mercer, Pensilvânia, 14 de dezembro de 1901 - ?,  25 de agosto de 1969) foi uma geóloga e inventora estadunidense. Foi membro da Sociedade Mineralógica dos Estados Unidos, da "American Ceramic Society", da American Chemical Society e da Associação Americana para o Avanço da Ciência.

## Formação
Formada em geologia na Universidade de Wesleyan em Ohio em 1927, concluiu o seu Doutorado em 1931 na Universidade Estadual de Ohio.

## Invento
Na década de 1930, quando trabalhava como pesquisadora de materiais cerâmicos como isoladores elétricos, na empresa "AC Spark Plug" (atual "ACDelco"), uma divisão da General Motors, desenvolveu e criou o invólucro das velas de ignição com maior resistência que o utilizado até então.